# Liste des chapitres de Dreamland
Cet article est un complément de l'article sur la bande dessinée Dreamland. Il contient la liste des volumes, ainsi que les chapitres qu’ils contiennent.
Les chapitres sont numérotés sous la forme Songe X où X est le numéro du dit chapitre.

## Tomes 1 à 10
| no | Français          | Français          |
| no | Date de sortie    | ISBN              |
| --- | ----------------- | ----------------- |
| 1 | 25 janvier 2006   | 978-2-8459-9558-1 |
| Extra : Une nouvelle édition (ISBN 978-2-8116-0959-7) est sortie le 12 juin 2013 Une nouvelle édition remaster (ISBN 978-2-8116-6664-4) est sortie le 12 octobre 2022 Titre du volume : Feu ! Personnage en couverture : Terrence, Savane, Shun (+ Jung dans la version remastérisée)Liste des chapitres : - Songe 1 : Feu ! - Songe 2 : Coefficient 4 - Songe 3 : Protéger les rêves des gens - Songe 4 : Savane - Songe 5 : Dreamland - Songe 6 : Une nouvelle page blanche - Songe 7 : Le royaume obscur                                                          |                   |                   |
| 2 | 20 septembre 2006 | 978-2-84599-648-9 |
| Extra : Une nouvelle édition (ISBN 978-2-8116-1167-5) est sortie le 12 juin 2013 Titre du volume : Dualité Personnage en couverture : Terrence, ShunListe des chapitres : - Songe 8 : Toro Picana - Songe 9 : Le boulet - Songe 10 : Le méga boulet - Songe 11 : Chouquettes - Songe 12 : Lord Magoss - Songe 13 : Entends-tu ce cri ? - Songe 14 : Dualité - Songe 15 : Délirium City - Songe 16 : Sabba et le pinceau du destin - Songe 17 : Le voyageur noir |                   |                   |
| 3 | 16 mai 2007       | 978-2-84599-712-7 |
| Extra : Une nouvelle édition (ISBN 978-2-8116-1275-7) est sortie le 16 octobre 2013 Titre du volume : Chemin(s) Personnage en couverture : Terrence, AsmodéhusListe des chapitres : - Songe 18 : Le futur est en marche - Songe 19 : Laissons parler les filles - Songe 20 : La hooonte !!! - Songe 21 : Ève l'ex-moche - Songe 22 : 3 gars, 1 meuf - Songe 23 : Le rêve de Ben - Songe 24 : Chemin(s) - Songe 25 : Edenia - Songe 26 : En route - Songe 27 : Le métro - Bonus : Saska                                                                               |                   |                   |
| 4 | 14 novembre 2007  | 978-2-84599-774-5 |
| Extra : Une nouvelle édition (ISBN 978-2-8116-1372-3) est sortie le 19 février 2014 Titre du volume : Coma Personnage en couverture : Terrence, Geriko, Lydia, NytiListe des chapitres : - Songe 28 : Noir immortel - Songe 29 : 7 h à 7 h 45 - Songe 30 : Coma - Songe 31 : Double ! - Songe 32 : Putain de livre ! - Songe 33 : Gériko - Songe 34 : Le choix - Songe 35 : Le bisou - Songe 36 : Le vomi - Songe 37 : Prémices |                   |                   |
| 5 | 9 juillet 2008    | 978-2-84599-877-3 |
| Extra : Une nouvelle édition (ISBN 978-2-8116-1419-5) sortira le 2 avril 2014 Titre du volume : Voyageurs Personnage en couverture : Shun, Jersey, CélesteListe des chapitres : - Songe 38 : Charly - Songe 39 : Le bac - Songe 40 : Les loups - Songe 41 : Le voyageur killer - Songe 42 : Le no 1 - Songe 43 : Bienvenue dans la zone 2 ! - Songe 44 : Quand Toro Picana et Asmodéhus jouent au ping-pong - Songe 45 : Réunion au sommet - Songe 46 : Christal - Songe 47 : Jour J                                                                                 |                   |                   |
| 6 | 18 mars 2009      | 978-2-8116-0016-7 |
| Titre du volume : Kazinopolis Personnage en couverture : Terrence, Savane, Sabba, EveListe des chapitres : - Songe 48 : Naissance d'un génie - Songe 49 : Puceau ! - Songe 50 : Nuit de folie - Songe 51 : Déprime d'été - Songe 52 : Kazinopolis - Songe 53 : Diki Steak - Songe 54 : Le dernier étage - Songe 55 : Le poker de Dreamland - Songe 56 : Tout miser sur un abruti - Songe 57 : Un nouveau contrôleur de feu |                   |                   |
| 7 | 24 juin 2009      | 978-2-8116-0135-5 |
| Titre du volume : Attila Personnage en couverture : Sabba, Terrence, Eve, Charly, Savane, AttilaListe des chapitres : - Songe 58 : Golden eye - Songe 59 : Scission - Songe 60 : « Car je resterai… ta meilleure amie » - Songe 61 : Cachottier - Songe 62 : Le marché - Songe 63 : Lord Crazy - Songe 64 : Le retour de Jimmy - Songe 65 : Stagnation - Songe 66 : La revanche de Félix - Songe 67 : Attila |                   |                   |
| 8 | 17 mars 2010      | 978-2-8116-0196-6 |
| Titre du volume : Mojo Personnage en couverture : Terrence, Savane, Fanboy, Austin P, DJ KillaListe des chapitres : - Songe 68 : Un nouveau Lucky Star - Songe 69 : Première dispute - Songe 70 : Première fois - Songe 71 : Virus - Songe 72 : Mojo - Songe 73 : Duel de kikis - Songe 74 : La danse des chats - Songe 75 : Jimmy VS Attila - Songe 76 : Adieu Jimmy - Songe 77 : Terrence VS Attila |                   |                   |
| 9 | 2 novembre 2010   | 978-2-8116-0336-6 |
| Titre du volume : Tattoo Personnage en couverture : Terrence, Savane, Eve, Jimmy, Akim, Sabba, Saturn, Attila, RomualdListe des chapitres : - Songe 78 : Tatoo - Songe 79 : Combat(s) - Songe 80 : La nuit du Chat Noir - Songe 81 : Gouttes - Songe 82 : THE patate dans ta Gueule - Songe 83 : Le rendez-vous est pris - Songe 84 : Les LUCKY Star - Songe 85 : Le nouveau Shun - Songe 86 : La folie d'As - Songe 87 : Attaque inattendue |                   |                   |
| 10 | 19 octobre 2011   | 978-2-8116-0450-9 |
| Titre du volume : Symphonia Personnage en couverture : Lion, Flam, Naora, Sacha, Shaka, Sonic Shark, Hikari, Sealvia Personnage en couverture version Collector : Sacha, Killian, Lion, Miss Fukmi, Alana, Osso BuccoListe des chapitres : - Songe 94 : Refrain (1) - Songe 95 : Couplet (1) - Songe 96 : Refrain (2) - Songe 97 : Couplet (2) - Songe 98 : Refrain (3) - Songe 99 : Couplet (3) - Songe 100 : Songe 100 !!! - Songe 101 : Couplet (4) - Songe 102 : Refrain (4) - Songe 103 : Couplet (5) - Bonus : Conte 0 + Dream Mag (pour la version collector) |                   |                   |

## Tomes 11 à 20
| no | Français         | Français          |
| no | Date de sortie   | ISBN              |
| --- | ---------------- | ----------------- |
| 11 | 13 juin 2012     | 978-2-8116-0698-5 |
| Titre du volume : Worldapart Personnage en couverture : Lion, Sacha, Hikari, Sealvia, Terrence, ShakaListe des chapitres : - Songe 104 : Hésitation - Songe 105 : Combat dans le secteur 4 - Songe 106 : Le Worldeater - Songe 107 : Mamie Volga Vs Neostorm - Songe 108 : Le Seigneur déchu - Songe 109 : Disparition - Songe 110 : Sacha Vs Osso Bucco - Songe 111 : Les Sauveurs ! - Songe 112 : Les Branleurs ! - Songe 113 : Le Retour des Lucky Stars ! |                  |                   |
| 12 | 6 mars 2013      | 978-2-8116-0928-3 |
| Titre du volume : Fiesta Personnage en couverture : Eve, Sabba, Terrence, Savane, Shaka, Sealvia, Sonic Shark, Sacha, Flam, Naora, Lion, Jehova, KnifeListe des chapitres : - Songe 114 : Les V.I.P - Songe 88 : Septembre - Songe 89 : Octobre - Songe 90 : Novembre - Songe 91 : Décembre - Songe 92 : Janvier - Songe 93 : Février - Songe 115 : Les Cieux - Songe 116 : La Cloche d'Or - Songe 117 : Fiesta ! |                  |                   |
| 13 | 27 novembre 2013 | 978-2-8116-1274-0 |
| Titre du volume : Retrouvailles Personnage en couverture : Terrence, Shun, Sabba, Savane, EveListe des chapitres : - Songe 118 : Touche pas à ma cloche !! - Songe 119 : Où est ma cloche d'or ?! - Songe 120 : La proposition d'Isaak - Songe 121 : Les dragons noirs - Songe 122 : Retrouvailles - Songe 123 : La Célestiafest - Songe 124 : La voix d'Odyssey - Songe 125 : N°2 vs N°3 - Songe 126 : Shun vs Terrence - Songe 127 : Les phénix - Songe 128 : Memorya |                  |                   |
| 14 | 25 juin 2014     | 978-2-8116-1502-4 |
| Titre du volume : Marshmallow Personnage en couverture : Terrence, Sabba, Savane, Eve, Maniac, Sacha, JinListe des chapitres : - Songe 129 : Émotions !! - Songe 130 : Présent - Songe 131 : The Réunion ! - Songe 132 : La Place Centrale - Songe 133 : C'est qui, le Boss ? - Songe 134 : Hors Scène - Songe 135 : The Concert ! - Songe 136 : Jalousie - Songe 137 : L'Ex ! - Songe 138 : Qui sont les plus tarés ? |                  |                   |
| 15 | 29 juin 2016     | 978-2-8116-2275-6 |
| Titre du volume : Guerra Personnage en couverture : Asmodheus, Grissom, Garou (en tout petit)Liste des chapitres : - Songe 139 : Guerra - Songe 140 : L'escadron de feu - Songe 141 : Perim et Fone - Songe 142 : Grissom - Songe 143 : Toro Picana, le fouteur de merde number one - Songe 144 : La vraie bataille commence - Songe 145 : Seuls les plus forts survivront - Songe 146 : Les anonymes seront oubliés - Songe 147 : Grissom le héros - Songe 148 : Cassim - Songe 149 : Le plan d'Asmodheus - Songe 150 : Voyageurs Vs Voyageurs - Songe 151 : Asmodheus Vs Séphal - Songe 152 : Devenir des légendes B - Songe 153 : Un soldat |                  |                   |
| 16 | 5 octobre 2016   | 978-2-8116-2385-2 |
| Titre du volume : Invasion Personnage en couverture : Papy Savane, Terrence à 8 ans, Ève à 38 ans, Sabba et les Phénix Ève, Terrence et SavaneListe des chapitres : - Songe 154 : La Locomotive du temps - Songe 155 : Sabba et Diego - Songe 156 : Des voyageurs au 7e ciel - Songe 157 : Le seigneur céleste - Songe 158 : Invasion - Songe 159 : La princesse et le papy - Songe 160 : Contamination - Songe 161 : Le poison - Songe 162 : Cœur de glace - Songe 163 : Début du chaos |                  |                   |
| 17 | 5 juillet 2017   | 978-2-8116-3432-2 |
| Titre du volume : Ennemis Personnage en couverture : Terrence à 8 ans, Midas, Typhon et GaïaListe des chapitres : - Songe 164 : Être maître de son destin - Songe 165 : Lion VS Les Météors - Songe 166 : Trondan, le dragon de la terre - Songe 167 : L'histoire de Gériko - Songe 168 : Un nouveau seigneur surpuissant - Songe 169 : Le cri de Typhon - Songe 170 : Le regroupement des puissants - Songe 171 : Midas et les Lucky Stars - Songe 172 : La corne d'or - Songe 173 : Échec - Songe 174 : Les voyagers killers les plus redoutables de Dreamland viennent d’apparaître !                                                       |                  |                   |
| 18 | 4 juillet 2018   | 978-2-8116-4129-0 |
| Titre du volume : Bastonnade Personnage en couverture : Terrence à 8 ans, Kael, Typhon et DolcheListe des chapitres : - Songe 175 : Les parias - Songe 176 : On se retrouve au palais ! - Songe 177 : Les Météors en déroute - Songe 178 : Kill God - Songe 179 : Chocs ! - Songe 180 : Le Corbeau - Songe 181 : Barrez-vous ! - Songe 182 : L'autel céleste - Songe 183 : Les Kaisers - Songe 184 : L'entée d'Edenia |                  |                   |
| 19 | 3 juillet 2019   | 978-2-8116-4690-5 |
| Titre du volume : Anus Personnage en couverture : Terrence, Savane, Sabba et ÈveListe des chapitres : - Songe 185 : L'égoïste, l'orgueilleux, la menteuse et le peureux - Songe 186 : Typhon, le copieur de pouvoirs - Songe 187 : Big Bang - Songe 188 : L'aventure intérieur - Songe 189 : Savane vs God Serena - Songe 190 : Ève vs God Serena - Songe 191 : Le tremblement - Songe 192 : Notre destin - Songe 193 : Terrence vs God Serena - Songe 194 : Anus |                  |                   |
| 20 | 23 juin 2021     | 978-2-8116-5460-3 |
| Titre du volume : Trône Personnage en couverture : Gaïa, AttilaListe des chapitres : - Songe 195 : Retour à la vie réelle - Songe 196 : Les astres - Songe 197 : Les nouveaux conflits - Songe 198 : Trône - Songe 199 : Neuf mille - Songe 200 : Midas - Songe 201 : Une poignée de main - Songe 202 : La révision ! - Songe 203 : Embrouille |                  |                   |

## Tomes 21 à 30
| no | Français        | Français          |
| no | Date de sortie  | ISBN              |
| --- | --------------- | ----------------- |
| 21 | 12 octobre 2022 | 978-2-8116-6672-9 |
| Titre du volume : Bibi Personnage en couverture : Savane, Killer, BibiListe des chapitres : - Songe 204 : Les inconnus de la photo - Songe 205 : Portal - Songe 206 : Bibi - Songe 207 : Savane et Bibi (partie 1) - Songe 208 : Savane et Bibi (partie 2) - Songe 209 : Savane et Bibi (partie 3) - Songe 210 : L'arc du Sagittaire - Songe 211 : Les costumes - Songe 212 : Le costume |                 |                   |
| 22 | 26 juin 2024    | 978-2-8116-8140-1 |
| Titre du volume : Sourire Personnage en couverture : Terrence, Fiona, Savane, Sabba, Ève, Bibi, TitineListe des chapitres : - Songe 213 : Sourire - Songe 214 : Carl Gustav Jung - Songe 215 : Cent fois moins fort - Songe 216 : Dreamland, le monde plat - Songe 217 : Le fou - Songe 218 : Le combat des rois - Songe 219 : Le prix de l'ambition - Songe 220 : Le métro 2 - Songe 221 : Chaleur - Songe 222 : Croc'n fresh 1. 2. 3. 4. 5. 6. 7. 8. 9. 10. 11. 12. 13. 14. 15. 16. 17. 18. 19. 20. 21. 22. 23. 24. 25. |                 |                   |